# Жуковский (Суляевское сельское поселение)
Жуковский — хутор в Кумылженском районе Волгоградской области России. Входит в состав Суляевского сельского поселения. Население 89 чел. (2010).

## История
В соответствии с Законом Волгоградской области от 14 февраля 2005 года № 1006-ОД «Об установлении границ и наделении статусом Кумылженского района и Муниципальных образований в его составе» хутор вошёл в состав образованного Суляевского сельского поселения.

## География
Расположен в западной части региона, в лесостепи, в пределах Хопёрско-Бузулукской равнины, являющейся южным окончанием Окско-Донской низменности, на р. Кумылга. Примыкает к северной окраине центра поселения — х. Суляевский.
Абсолютная высота 79 метров над уровнем моря.

## Население
| 2010 |
| ---- |
| 89   |

Гендерный состав
По данным Всероссийской переписи населения 2010 года в гендерной структуре населения из 89 человек мужчин — 39, женщин — 50 (43,8 и 56,2 % соответственно).
Национальный состав
Согласно результатам переписи 2002 года, в национальной структуре населения
русские составляли 63 % из общей численности населения в 115 чел..

## Инфраструктура
Личное подсобное хозяйство.

## Транспорт
Просёлочные дороги.